# Торричелли, Морено
Морено Торричелли (итал. Moreno Torricelli; род. 23 января 1970, Эрба, Ломбардия) — итальянский футболист, защитник. Наиболее известен по выступлениям за туринский «Ювентус», за который Торричелли играл с 1992 по 1998 год. Трижды с «Ювентусом» становился чемпионом Италии, в 1995, 1997 и 1998 году. Также в составе «Ювентуса» становился обладателем Кубка Италии в 1995, а также Суперкубка Италии 1995 года.

## Карьера
Морено было 22 года, когда он работал плотником на заводе и в свободное время играл в футбол за любительскую команду «Каратезе». Всё изменилось после предсезонной встречи с «Ювентусом» — Джованни Трапаттони был так впечатлён игрой никому не известного защитника, что немедленно заплатил за трансфер Торричелли 40 тысяч долларов. Этот ход оправдал себя — Морено служил «старой синьоре» 6 сезонов, а за свою высокую фланговую скорость получил почётное прозвище «Турбо Торричелли».
В 1996 году Морено выиграл с «Ювентусом» Лигу чемпионов, Суперкубок Европы и Межконтинентальный кубок. Торричелли также выступал за итальянские клубы «Оджоно», «Фиорентина», «Ареццо» и испанский «Эспаньол». Завершил свою игровую карьеру в 2005 году в составе клуба «Ареццо». После завершения игровой карьеры Морено стал тренером, сначала с 2007 по 2008 год был ассистентом главного тренера в клубе «Фиорентина», а затем в 2009 году возглавил клуб «Пистойезе», выступающий в одном из низших дивизионов Италии.
За национальную сборную Италии провёл 10 матчей. Участник чемпионата Европы 1996 и чемпионата мира 1998.

## Достижения
- Обладатель Кубка УЕФА: 1993
- Чемпион Италии: 1995, 1997, 1998
- Обладатель Кубка Италии: 1995, 2001
- Обладатель Суперкубка Италии: 1995
- Победитель Лиги чемпионов: 1996
- Обладатель Суперкубка Европы: 1996
- Обладатель Межконтинентального кубка: 1996